# Gösta Andersson i Mölndal
Gösta Ludvig Andersson (i riksdagen kallad Andersson i Mölndal), född 29 oktober 1904 i Fässbergs församling, Göteborgs och Bohus län, död där 19 april 1974, var en svensk politiker och pappersbruksarbetare.
Gösta Andersson var från 1919 anställd vid AB Papyrus pappersbruk i Mölndal. Inom politiken tillhörde han Socialdemokraterna och var 1937–1956 riksdagsledamot i andra kammaren, invald i Göteborgs och Bohus läns valkrets. Han var också ledamot av Mölndals stadsfullmäktige från 1935 och ordförande i drätselkammaren där från 1944.